# Sergio Méndez
Sergio de Jesús Méndez Bolaños (Santa Elena; 14 de febrero de 1943-San Miguel; 18 de diciembre de 1976) fue un jugador de fútbol salvadoreño que representó a su país en la Copa Mundial de 1970 en México.
Murió en un accidente automovilístico en diciembre de 1976. Es uno de los seis jugadores que asistieron a la Copa Mundial de México 1970 y a los Olímpicos de 1968 con la selección de El Salvador.

## Trayectoria
Apodado el Tabudo por el pueblo donde nació, jugó en El Vencedor, Águila, Luis Ángel Firpo, Comunicaciones y Atlético Marte donde fue uno de los máximos goleadores durante sus años en el equipo. Era muy buen amigo del defensa brasileño Zózimo y José El ruso Quintanilla.
Zózimo dijo durante una entrevista en 1968 para La Prensa Gráfica, que nunca había visto un centrodelantero con las cualidades de él. También predijo que El Salvador se clasificaría para la Copa Mundial FIFA 1970 en México.

"La velocidad, la habilidad aérea y su estilo de juego eran incomparables, y esas cualidades hicieron de Méndez un delantero muy peligroso".
Zózimo.

## Selección nacional
Jugó siete partidos con El Salvador (4 en el preolímpico y 3 en los Juegos Olímpicos de Verano de 1968), luego de haber marcado contra Cuba en el preolímpico. Tuvo la oportunidad de jugar en el Campeonato Concacaf de 1965, donde jugó todos los duelos.
Jugó todos los encuentros de la exitosa clasificación para la Copa del Mundo de 1970, anotando tres goles y jugando los tres duelos en la Copa Mundial.

### Participaciones en Juegos Olímpicos
| Torneo                   | Sede   | Resultado    |
| ------------------------ | ------ | ------------ |
| Juegos Olímpicos de 1968 | México | Primera fase |

### Participaciones en Copas del Mundo
| Mundial                        | Sede   | Resultado    |
| ------------------------------ | ------ | ------------ |
| Copa Mundial de Fútbol de 1970 | México | Primera fase |

## Clubes
| Club                      | País        | Año       |
| ------------------------- | ----------- | --------- |
| El Vencedor               | El Salvador | 1959-1961 |
| Águila                    | El Salvador | 1961-1967 |
| Atlético Marte            | El Salvador | 1967-1976 |
| Luis Ángel Firpo (cesión) | El Salvador | 1972      |
| Comunicaciones (cesión)   | Guatemala   | 1972      |
| Águila                    | El Salvador | 1976      |

## Palmarés

### Títulos nacionales
| Título           | Equipo         | País        | Año     |
| ---------------- | -------------- | ----------- | ------- |
| Primera División | Águila         | El Salvador | 1963-64 |
| Primera División | Águila         | El Salvador | 1964    |
| Primera División | Atlético Marte | El Salvador | 1970    |

### Títulos internacionales
| Título                           | Equipo | País        | Año  |
| -------------------------------- | ------ | ----------- | ---- |
| Copa de Campeones de la Concacaf | Águila | El Salvador | 1976 |

### Distinciones individuales
| Distinción                                            | Año     |
| ----------------------------------------------------- | ------- |
| Máximo goleador de la Primera División de El Salvador | 1974-75 |